# Vasco Presentati
Vasco Presentati (Massa Forese, 8 maggio 1919 – Sant'Alberto, 2 marzo 1945) è stato un partigiano italiano.

## Biografia
Combattente attivo con il nome di battaglia "Arra" durante la Resistenza all'interno della Brigata GAP "Mario Gordini" operante nel ravennate; operò anche in missioni in collegamento con la Popski's Private Army.
Successivamente inquadrato nella 10ª Compagnia della ricostituita Brigata, agli ordini del Gruppo di Combattimento "Cremona", fu ferito mortalmente nei primi giorni di marzo del 1945 a causa di un pesante fuoco di sbarramento di mortai durante un'azione in appoggio al "Cremona" nell'area delle valli di Comacchio, sull'argine sinistro del fiume Reno, in località Chiavica Pedone, nell'azione contro una munita piazzaforte tedesca che verrà infine conquistata.
L'episodio avvenne nel contesto della stessa azione che fruttò la medaglia d'oro al Capitano Luigi Giorgi ed in cui caddero numerosi altri partigiani: Leonardo Pavirani, Giordano Senni, Gualtiero Calderoni, Mario Cotignola e Francesco Guberti. La loro morte provocò una immediata fortissima reazione emotiva tra i loro compagni "che volevano combattere a tutti i costi per vendicare i compagni caduti" e che a stento fu controllata dal comando, a causa del "rischio di affrontare il nemico senza nessuna preparazione".

## Onorificenze
Marciò sempre alla testa dei suoi uomini e fu sempre l'ultimo a ritirarsi.
Nell'ottobre 1944 raggiunse le posizioni tenute dal Distaccamento "Settimio Garavini" operante nella zona di Ville Unite, quando il Comando della P.P.A. aveva domandato un numero di partigiani da impiegare nella pineta di Savio e nella zona allagata dai tedeschi.
Chiese ed ottenne di partire e più tardi esaurito il suo compito partì per missioni sempre più pericolose.
Il 2 marzo 1945 essendosi portato con una squadra di rinforzi in aiuto di un battaglione del gruppo di combattimento "Cremona" veniva impegnato in furibondo combattimento. 
Lottò con accanimento senza pari e fu l'anima della lotta come sempre. 
Il piombo nemico però lo colse quando le sorti della battaglia volgevano in favore delle nostre forze.